# Nicole Fischer
Nicole Fischer – niemiecka snowboardzistka. Nie startowała na igrzyskach olimpijskich. Zajęła 9 miejsca w halfpipe’ie na mistrzostwach świata w San Candido. Najlepsze wyniki w Pucharze Świata osiągnęła w sezonie 1997/1998, kiedy to zajęła 42. miejsce w klasyfikacji generalnej.
W 1998 r. zakończyła karierę.

## Sukcesy

### Mistrzostwa Świata
| Miejsce | Dzień       | Rok  | Miejscowość | Konkurencja | Zwycięzca       |
| ------- | ----------- | ---- | ----------- | ----------- | --------------- |
| 9.      | 24 stycznia | 1997 | San Candido | Halfpipe    | Anita Schwaller |

### Puchar Świata

#### Miejsca w klasyfikacji generalnej
- 1996/1997 - 59.
- 1997/1998 - 42.

#### Miejsca na podium
1. Kreischberg – 19 stycznia 1997 (Halfpipe) - 2. miejsce
2. Morzine – 4 marca 1998 (Halfpipe) - 3. miejsce